# Uchibō-Linie
| Uchibō-Linie         | Uchibō-Linie      |
| -------------------- | ----------------- |
| Zug der Uchibō-Linie |                   |
| Streckenlänge:       | 119,4 km          |
| Spurweite:           | 1067 mm (Kapspur) |
| Stromsystem:         | 1500 =            |
|                      |                   |

Die Uchibō-Linie (jap. 内房線, Uchibō-sen) ist eine japanische Eisenbahnstrecke, die zwischen den Bahnhöfen Chiba und Awakamogawa in der Präfektur Chiba verläuft und von der East Japan Railway Company (JR East) betrieben wird.

## Daten
- Länge: 119,4 km
- Spurweite: 1067 mm
- Anzahl der Stationen: 30